# Bezirk Santa Fe (Veraguas)
Santa Fe ist ein Bezirk (distrito) der Provinz Veraguas in Panama. Die Einwohnerzahl betrug laut Volkszählung 2023 18.023.

## Gliederung
Der Bezirk Santa Fe ist administrativ in folgende Corregimientos unterteilt:
- Santa Fe (Hauptstadt)
- Calovébora
- El Alto
- El Cuay
- El Pantano
- Gatú o Gatucito
- Río Luis
- Rubén Cantú